# Luke Plapp
Luke Plapp, född 25 december 2000, är en australisk professionell landsvägscyklist.

## Karriär
Plapp har cyklat professionellt sedan 2019. Bland hans meriter kan nämnas 5 nationella mästerskapstitlar i linjelopp och tempolopp. 2024 vann han såväl linjeloppet som tempoloppet.